# Ricard Capella i Claramunt
Ricard Capella i Claramunt   (Sagunt, 3 de juliol de 1904 - Torrent, 10 de novembre de 1936) va ser un sacerdot valencià amb una destacada tasca pastoral i social a la localitat de Picanya, on exercí com a coadjutor durant els anys previs a la Guerra Civil espanyola.
Cursà els seus estudis al Col·legi de Vocacions Eclesiàstiques de Sant Josep de València i fou ordenat sacerdot l’any 1929. Inicià el seu ministeri com a vicari a Venta Gaeta, un llogaret del municipi de Cortes de Pallars. El 1931 fou nomenat coadjutor de la parròquia de Picanya, on restablí i dirigí la Congregació de Sant Lluís Gonzaga. Es distingí per la seua dedicació als joves i als malalts, i pel seu compromís pastoral amb la comunitat.
Amb l’esclat de la Guerra civil, el Comitè Local de Picanya el protegí, assignant-li tasques a la carretera, el cementeri i la Casa Abadia, on s’havien d’instal·lar unes escoles.
Tot i aquesta protecció, el 10 de novembre de 1936 fou detingut per uns milicians de Catarroja i assassinat a uns quatre quilòmetres de Picanya, al terme municipal de Torrent.
Inicialment fou soterrat al cementeri de Picanya, però el 1947 les seues despulles foren traslladades a l’església parroquial de Santa Maria de Sagunt.
En homenatge a la seua figura, una avinguda del municipi de Picanya porta el seu nom.